# Моралеха-дель-Віно
Моралеха-дель-Віно (ісп. Moraleja del Vino) — муніципалітет в Іспанії, у складі автономної спільноти Кастилія-і-Леон, у провінції Самора. Населення — 1577 осіб (2010).
Муніципалітет розташований на відстані близько 200 км на північний захід від Мадрида, 8 км на південний схід від Самори.

## Демографія
Динаміка населення (INE ):